# مختبر الشبكة العنكبوتية التجريبي لعلم النفس
مختبر الشبكة العنكبوتية لعلم النفس أو مختبر الويب التجريبي لعلم النفس (بالإنجليزية: Web Experimental Psychology Lab)‏ هو موقع إلكتروني للمشاركة في التجارب المبنية على الويب، وهي طريقة تُستخدم في علم النفس التجريبي. تم تأسيس مختبر الشبكة العنكبوتية التجريبي على الانترنت في عام 1995، من قبل (Ulf-Dietrich Reips) في جامعة توبنجن، ثم في جامعة زيورخ في الوقت الحالي.
يجري الباحثون في جامعة نيويورك حاليًا دراسة علمية مبتكرة حول علم النفس والقانون تستخدم فيديوهات لمحاكمات جنائية. يمكن للمشاركين الذين يزورون الموقع مشاهدة النسخة التجريبية (أقل من ساعة واحدة) والعمل كمحلفين.